# Бабак, Алёна Валерьевна
Алёна Валерьевна Бабак (укр. Альона Валеріївна Бабак; род. 27 сентября 1969, Кривой Рог) — украинский политический и государственный деятель, министр развития общин и территорий Украины с 29 августа 2019 по 4 февраля 2020 года. Член партии «Объединение „Самопомощь“». Директор ООО «Институт местного развития».

## Биография
Алёна Бабак родилась 27 сентября 1969 года в городе Кривой Рог Днепропетровской области.
Окончила Киевский государственный педагогический институт иностранных языков по специальности «Иностранные языки» с присвоением квалификации учителя иностранных языков (английского и французского) с отличием (1991—1996).
В 1996 году стала победителем конкурса на получение гранта на обучение в США при поддержке фонда Эдмунда Маски и в 1998 получила квалификацию магистра по специальности «Бизнес администрирование» и специализации «финансы» Олд Доминион Университета (штат Вирджиния, США).
С 1998 и по настоящее время — частный предприниматель, руководитель международных проектов, старший специалист по вопросам ценообразования и финансового управления в жилищно-коммунальной сфере и сфере местного развития. С 2004 и до сих пор является членом правления и соучредителем Всеукраинской благотворительной организации «Институт местного развития», где является специалистом по финансовому управлению и ценообразованию в жилищно-коммунальной сфере. Имеет 30 научных трудов по вопросам реформирования жилищно-коммунального хозяйства и регулирования деятельности субъектов естественных монополий.
Член рабочей группы по вопросам реформирования жилищно-коммунального хозяйства при Министерстве регионального развития, строительства и жилищно-коммунального хозяйства Украины (Приказ Минрегиона № 73 от 13 марта 2014). Член научно-консультативного совета при Национальной комиссии, осуществляющей государственное регулирование в сфере коммунальных услуг (Приказ Национальной комиссии, осуществляющей государственное управление в сфере коммунальных услуг от 11 апреля 2012 года № 104). Народный депутат Украины VIII созыва.
25 декабря 2018 года была включена в список лиц, в отношении которых Россия ввела санкции.
С 29 августа 2019 года Министр развития общин и территорий Украины в правительстве Гончарука.
16 января 2020 написала заявление об отставке по собственному желанию.